# Seznam najbolj obiskanih spletnih strani v Sloveniji
Seznam najbolj obiskanih spletnih strani v Sloveniji so podatki, pridobljeni z več virov, zato se med seboj razlikujejo.

### Raziskava MOSS
Mesečna raziskava MOSS, ki poteka pod okriljem Slovenske oglaševalske zbornice, je plačljiva, zato v njej niso zajete vse strani.
| September 2020 | September 2020     | September 2020 | September 2020  | September 2020 | September 2020 | September 2020 | September 2020   |
| -------------- | ------------------ | -------------- | --------------- | -------------- | -------------- | -------------- | ---------------- |
| 1.             | 24ur.com           | 6.             | svet24.si       | 11.            | med.over.net   | 16.            | regionalobala.si |
| 2.             | siol.net           | 7.             | delo.si         | 12.            | najdi.si       | 17.            | hudo.com         |
| 3.             | slovenskenovice.si | 8.             | metropolitan.si | 13.            | dnevnik.si     | 18.            | bizi.si          |
| 4.             | rtvslo.si          | 9.             | bolha.com       | 14.            | okusno.je      | 19.            | itis.si          |
| 5.             | zurnal24.si        | 10.            | vecer.com       | 15.            | zadovoljna.si  | 20.            | vizita.si        |

| Julij 2019 | Julij 2019         | Julij 2019 | Julij 2019   | Julij 2019 | Julij 2019    | Julij 2019 | Julij 2019      |
| ---------- | ------------------ | ---------- | ------------ | ---------- | ------------- | ---------- | --------------- |
| 1.         | 24ur.com           | 6.         | rtvslo.si    | 11.        | najdi.si      | 16.        | okusno.je       |
| 2.         | siol.net           | 7.         | delo.si      | 12.        | dnevnik.si    | 17.        | itis.si         |
| 3.         | zurnal24.si        | 8.         | bolha.com    | 13.        | zadovoljna.si | 18.        | cosmopolitan.si |
| 4.         | slovenskenovice.si | 9.         | med.over.net | 14.        | bizi.si       | 19.        | bibaleze.si     |
| 5.         | svet24.si          | 10.        | vecer.com    | 15.        | 15. radio1.si | 20.        | govori.se       |

### Alexa.com
Ameriško podjetje Alexa Internet sezname po državah generira avtomatično. Če za določeno državo nima dovolj podatkov, te ni na seznamu.
| 19. junij 2020 | 19. junij 2020 | 19. junij 2020 | 19. junij 2020 | 19. junij 2020 | 19. junij 2020 | 19. junij 2020 | 19. junij 2020   |
| -------------- | -------------- | -------------- | -------------- | -------------- | -------------- | -------------- | ---------------- |
| 1.             | google.com     | 6.             | facebook.com   | 11.            | arnes.si       | 16.            | easistent.com    |
| 2.             | youtube.com    | 7.             | partis.si      | 12.            | reddit.com     | 17.            | uni-lj.si        |
| 3.             | nova24tv.si    | 8.             | bongacams.com  | 13.            | gov.si         | 18.            | rtvslo.si        |
| 4.             | google.si      | 9.             | siol.net       | 14.            | bolha.com      | 19.            | nepremicnine.net |
| 5.             | 24ur.com       | 10.            | wikipedia.org  | 15.            | avto.net       | 20.            | enaa.com         |

| 19. julij 2019 | 19. julij 2019 | 19. julij 2019 | 19. julij 2019 | 19. julij 2019 | 19. julij 2019     | 19. julij 2019 | 19. julij 2019 |
| -------------- | -------------- | -------------- | -------------- | -------------- | ------------------ | -------------- | -------------- |
| 1.             | google.com     | 6.             | partis.si      | 11.            | gov.si             | 16.            | aliexpress.com |
| 2.             | youtube.com    | 7.             | siol.net       | 12.            | bongacams.com      | 17.            | rtvslo.si      |
| 3.             | facebook.com   | 8.             | nova24tv.si    | 13.            | avto.net           | 18.            | mimovrste.com  |
| 4.             | google.si      | 9.             | wikipedia.org  | 14.            | reddit.com         | 19.            | instagram.com  |
| 5.             | 24ur.com       | 10.            | bolha.com      | 15.            | slovenskenovice.si | 20.            | delo.si        |

Vir: 